# 요시타케 리오
요시타케 리오(일본어: 吉武 莉央, 1997년 10월 16일~)는 일본의 축구 선수이다.

## 구단 경력
그는 2020년 FC 노베오카 아가타에 입단했고, 3년동안 팀에서 뛰었다. 2023년 J3리그의 SC 사가미하라로 이적했다. 2024년까지 38경기에 출전하여, 2득점을 넣었다.